# خوتولون
خوتولون وعرفت أيضا باسم أيجيارن و أيوروغ خوتول تساغان ومعنى اسمها ضوء القمر، هي أميرة مغولية ولدت في حوالي سنة 1260. كانت ابنة خان خانية جغتاي كايدو، تكلم عنها الرحالة ماركو بولو والمؤرخ رشيد الدين فضل الله الهمذاني بأنها كان لها امكانيات بدنية قوية وكانت مصارعة أيضا وتشارك والدها في الحروب، طالبت أي رجل يريد الزواج منها ان يهزمها في المصارعة، وقد اختصت في الفروسية والقنص والمبارزة وهزمت العديد من الذين ارادوا الزواج بها. ذكر المؤرخ رشيد الدين انها تزوجت في النهاية من غازان خان حاكم فارس وألذي وقعت في حبه. قامت الممثلة كلوديا كيم بأداء دورها في مسلسل نيتفليكس ماركو بولو في سنة 2014.استوحى مؤلف مانغا ون بيس إيتشيرو أودا شخصية ياماتو ابنة ملك الوحوش كايدو وألتي تتصرف على أنها رجل وظهرت كونها قوية.